# 平面四杆机构

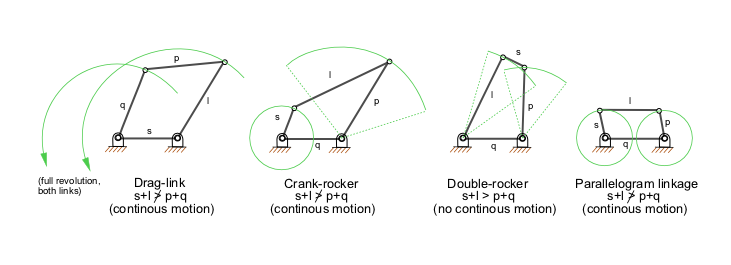
四連桿的種類, s 為最短連桿, l 為最長連桿

平面四杆机构是由四个刚性构件用低副链接组成的，各个运动构件均在相互平行的平面内运动的机构。如圖所示（以下說明內容排除了最左边的圖）：其中 Q 連桿為固定的軸又稱為連心線，連接的兩軸心為 Q1 及Q2。與固定軸心聯結的連桿 p 與 l 可能都為曲柄；也可能為一個曲柄，一個搖桿。其中能繞固定軸心作 360°迴轉的連桿，稱為曲柄；而能繞固定軸心作搖擺運動的連桿，稱為搖桿。
用來連接曲柄或搖桿的連桿(排除了最左边的圖，為 s 或 l)，而傳達相互間的運動，稱為連接桿或浮桿。運動時，連接桿的旋轉中心隨時會變動，且利用旋轉對所組成的四連桿機構，其最長桿件 l 長度之充要條件為：一定要小於其餘三連桿件長度之總和，否則無法組成四連桿機構。例如長度為80、40、20、15cm 的四連桿，無法組成四連桿機構。

## 平面四杆机构的基本形式

### 铰链四杆机构
所有运动副均为转动副的四杆机构称为铰链四杆机构，它是平面四杆机构的基本形式。选定其中一个构件作为机架之后，直接与机架链接的构件称为连架杆，不直接与机架连接的构件称为连杆，能够做整周回转的连架杆被称作曲柄，只能在某一角度范围内往复摆动的连架杆称为摇杆。如果以转动副连接的两个构件可以做整周相对转动，则称之为整转副，反之称之为摆转副。
铰链四杆机构中，按照连架杆是否可以做整周转动，可以将其分为三种基本形式，即曲柄摇杆机构，双曲柄机构和双摇杆机构。
- 曲柄摇杆机构，两连架杆中一个为曲柄一个为摇杆的铰链四杆机构
- 双曲柄机构，两连架杆均为曲柄的铰链四杆机构。其特点是当主动曲柄连续等速转动时，从动曲柄一般做不等速转动。在双曲柄机构中，如果两对边构件长度相等且平行，则成为平行四边形机构。这种机构的传动特点是主动曲柄和从动曲柄均以相同的角速度转动，而连杆做平动。
- 双摇杆机构。双摇杆机构是两连架杆均为摇杆的铰链四杆机构。

### 平面四杆机构的演化
铰链四杆机构可以通过以下方法演化成衍生平面四杆机构。
- 转动副演化成移动副。如引进滑块等构件。以这种方式构成的平面四杆机构有曲柄滑块机构、正弦机构等
- 选取不同构件作为机架。以这种方式构成的平面四杆机构有转动导杆机构、摆动导杆机构、移动导杆机构、曲柄摇块机构、正切机构等
- 变换构件的形态。
- 扩大转动副的尺寸。演化成偏心轮机构

## 平面四杆机构的运动特性

### 格拉霍夫定理
- 杆长之和条件：平面四杆机构的最短杆和最长杆的长度之和小于或者等于其余两杆长度之和。
- 在铰链四杆机构中，如果某个转动副能够成为整转副，则它所连接的两个构件中，必有一个为最短杆，并且四个构件的长度关系满足杆长之和条件。
- 在有整转副存在的四杆机构中，最短杆两端的转动副均为整转副。此时，如果取最短杆为机架，则得到双曲柄机构；若取最短杆的任何一个相连构件为机架，则得到曲柄摇杆机构；如果取最短杆对面构件为机架，则得到双摇杆机构。
- 如果四杆机构不满足杆长之和条件，则不论选取哪个构件为机架，所得到机构均为双摇杆机构。

上述系列结论称为葛氏定理，以德国工程师弗朗茨·格拉晓夫命名。
定理又可表述为：
```
  設Lmax為最長桿，Lmin為最短桿；
  1.Lmax+Lmin＞其餘兩桿之和，——此四連桿機構為雙搖桿機構；
  2.Lmax+Lmin≦其餘兩桿之和，則有以下情形：
     (1)Lmin為機架——為雙曲柄機構
     (2)Lmin為連桿——為曲柄搖桿機構 (Lmin為曲柄)
     (3)Lmin為浮桿——為雙搖桿機構
```

### 急回运动特性
在曲柄摇杆机构中，当摇杆位于两个极限位置时，曲柄两个对应位置夹的锐角被称为极位夹角。用{\displaystyle \theta }表示
通常用行程速度变化系数{\displaystyle K={\frac {180+\theta }{180-\theta }}}来衡量急回运动的相对程度。
偏置曲柄滑块机构和摆动导杆机构同样具有急回特性。对心曲柄滑块机构无急回特性。